# Castel Saint-Denis

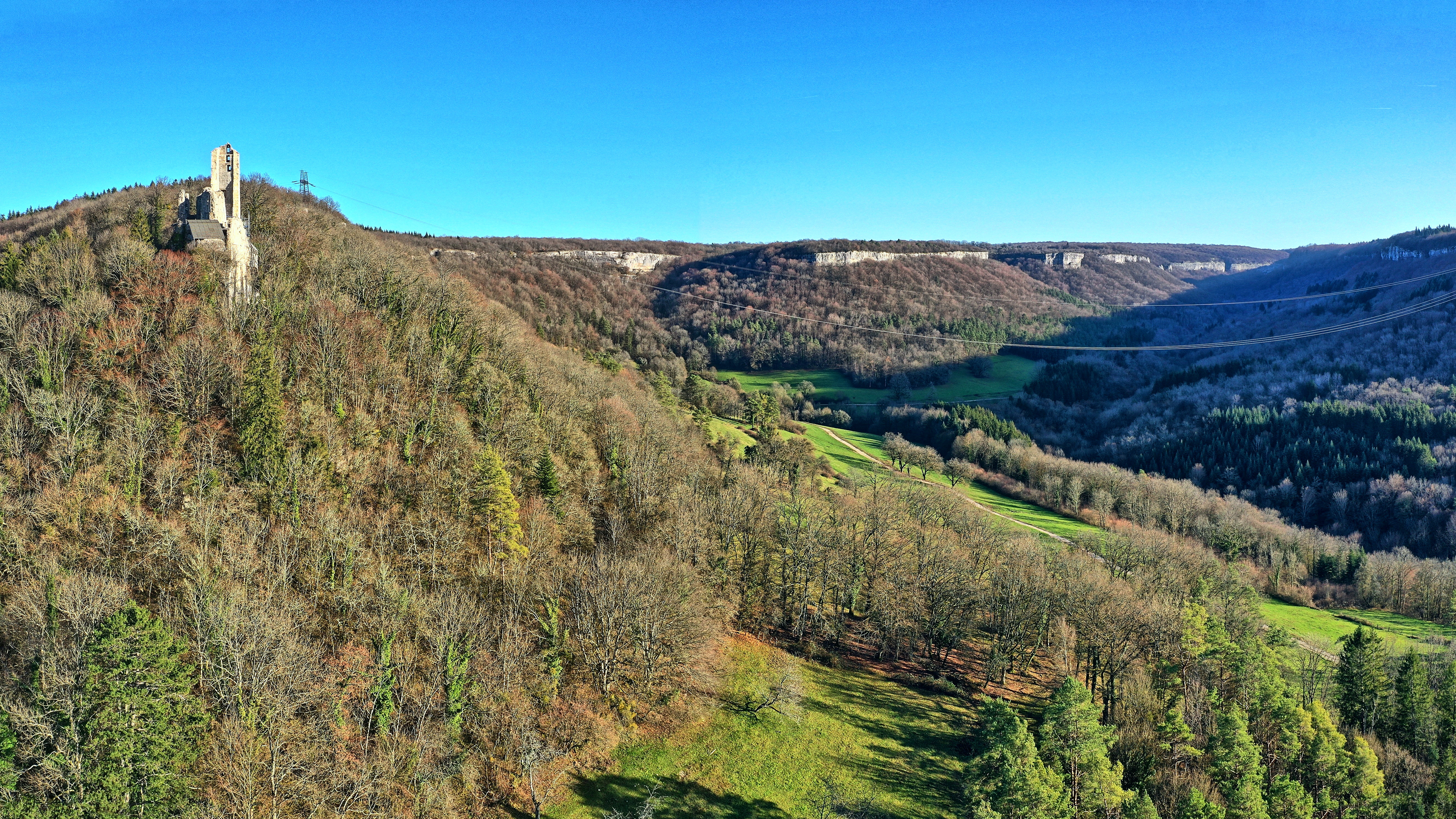
Castel Saint-Denis met zicht op Ravin de Valbois

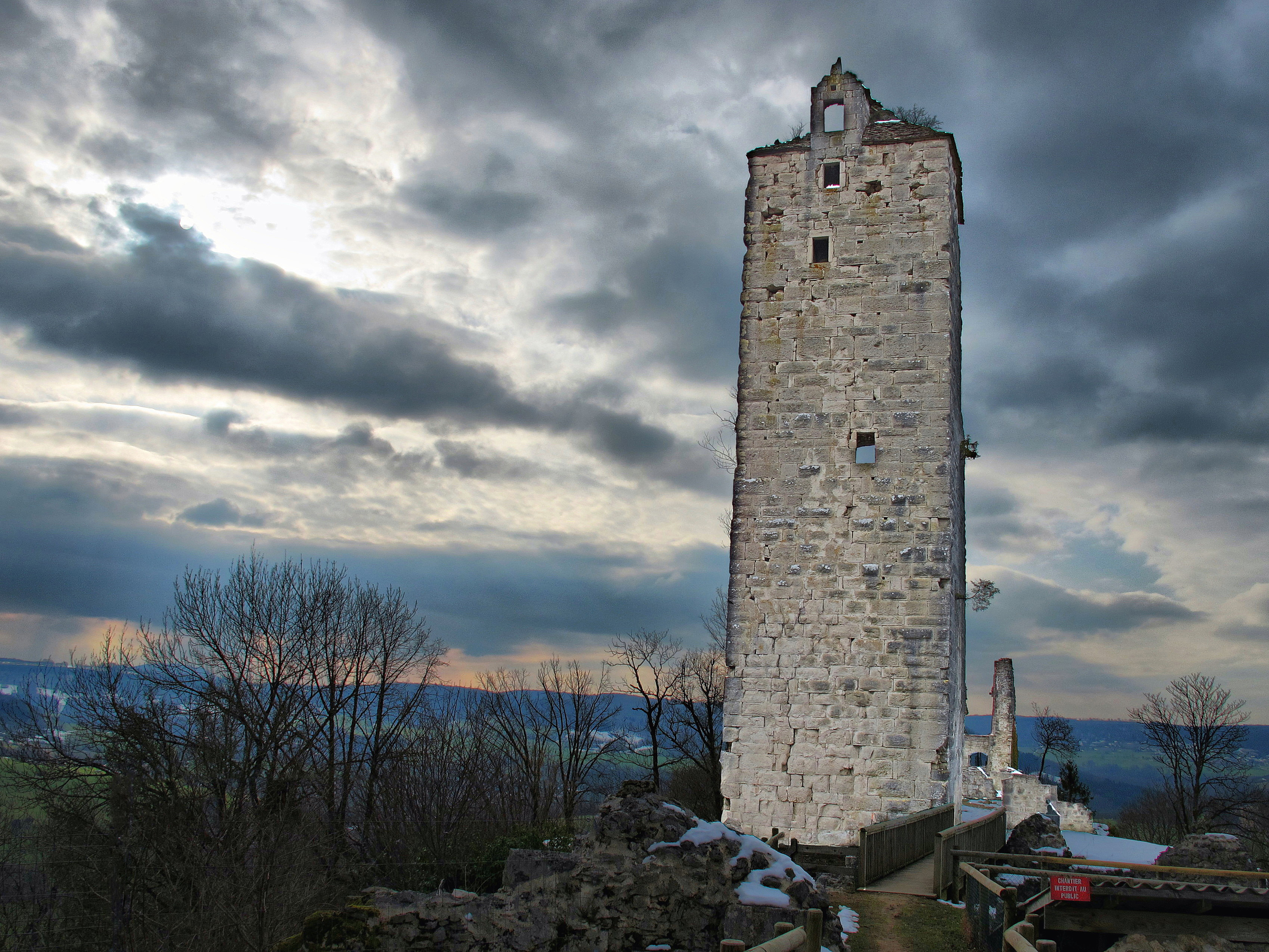
Toren Saint-Denis op de kasteelsite

Het Castel Saint-Denis, ook genoemd Château de Scey of Kasteel van Scey (11e eeuw - 17e eeuw) is een kasteelruïne in de gemeentes Scey-Maisières en Cléron. 
De kasteelruïne bevindt zich in het departement Doubs, in de Franse landstreek Franche-Comté. Het meest nabij gelegen dorp is Chassagne-Saint-Denis, wat een plaats is in de gemeente Scey-Maisières. Het kasteel staat op een hoge rotspunt; de rots maakt de scheiding tussen de vallei van de rivier Loue en het beschermd natuurgebied Ravin de Valbois.

## Historiek

### 11e eeuw
De plaats behoorde tot het vrijgraafschap Bourgondië in het Heilige Roomse Rijk. De oudste bronnen vermelden een kasteel Ceys of Ceix in het jaar 1083. Het ging vermoedelijk om een eenvoudige bewoning, op basis van een archeologische vondst. In dit kasteel(tje) stond een kleine kapel, op wat vandaag het grondgebied van Cléron is. 

### Torens 12e eeuw
Keizer Frederik I van het Heilige Roomse Rijk verleende aan Pierre de Scey, een lokale heer in het vrijgraafschap, de toestemming om het kasteel uit te bouwen. Een eerste toren werd gebouwd in het jaar 1166; deze toren werd later Toren Saint-Denis genoemd en de resten ervan bestaan vandaag nog. Een tweede toren verrees in het jaar 1179. Dit was de Toren Montsoufflot. Deze bestaat niet meer. De Montsoufflot stond op het uiterste punt van de rotsformatie. 

### Afbraak 15e eeuw
Koning Lodewijk XI van het naburige koninkrijk Frankrijk veroverde de twee torens en plunderde ze. Dit vond plaats in de jaren 1479-1480. Keizer Maximiliaan I van Oostenrijk besliste dat het kasteel mocht heropgebouwd worden (1494), doch dit gebeurde niet onmiddellijk.

### Residentie 16e eeuw
De belangrijkste bouwfase van Castel Saint-Denis vond plaats in de tweede helft van de 16e eeuw. De eigenaar Philippe van Vienne verkocht de ruïne aan de kapitaalkrachtige Nicolas Perrenot de Granvelle. Deze laatste vatte het plan op om een residentieel kasteel te bouwen. Twee van Granvelles zonen namen de bouw op zich. Het ging om kardinaal de Granvelle en zijn jongere broer Thomas Perrenot de Granvelle. De architect was Richard Maire, bijgenaamd Richard van Nancray. Er verrees een gebouwencomplex bovenop de rots, dat dienst moest doen voor langdurig verblijf. Het kasteel telde verschillende kelders, waaronder een wijnkelder, alsook gastenverblijven, woonvertrekken, keukens, een wapenzaal, een waterreservoir, een smidse, paardenstallen en een boerderij. De broers Granvelle bouwden de kapel Saint-Denis tegen de oudste toren aan, die sindsdien de naam draagt van Toren Saint-Denis. 

### Afbraak 17e eeuw
In 1674, in volle Hollandse Oorlog, vielen Franse troepen Franche-Comté (of vrijgraafschap Bourgondië) binnen. De Franse troepen onder leiding van de La Tour d’Auvergne, burggraaf van Turenne, werden ondersteund door Zweedse troepen. Koning Lodewijk XIV besliste dat Castel Saint-Denis moest verwoest worden. Alle bovenverdiepen van Granvelles kasteel werden afgebroken. Wat restte, is bijvoorbeeld een stuk van de open haard en de basis van de trappenhal. Met de Vrede van Nijmegen (1678) werd Franche-Comté overigens deel van het koninkrijk Frankrijk.

### Nadien
De adellijke familie de Scey kocht de kasteelruïne in de 19e eeuw. Zij lieten de Toren Saint-Denis verstevigen. Later kwam de ruïne in het bezit van de Franse staat. Sinds 1934 is de site beschermd historisch erfgoed van Frankrijk en sinds 1987 de kasteelruïne. Om twee redenen is het kasteel beschermd: 1° de militaire architectuur in dit kasteel van de Franche-Comté en 2° de belangrijke rol die de adellijke familie de Scey gespeeld heeft in het vrijgraafschap Bourgondië. Sinds 1995 onderging de ruïne restauratiewerken om bezoekers veilig toe te laten.